# Нуньес Вела, Бласко
Бла́ско Ну́ньес Ве́ла (исп. Blasco Núñez Vela; 1490 — 18 января 1546) — первый вице-король Перу. Был назначен испанским королём Карлосом V с целью наведения порядка в колонии и проведения в жизнь новых колониальных законов, защищающих права коренного населения Перу.
Бласко Нуньес Вела родился в семье из старого испанского аристократического рода. Являлся рыцарем Ордена Сантьяго. Был назначен коррехидором Малаги и Куэнки.
В марте 1542 года Бласко Нуньес Вела был назначен вице-королём Перу и должен был проводить новую политику по защите прав коренного населения Перу. Для этого королём были приняты новые законы, разработанные священником Бартоломе де Лас Касас, который был последовательным борцом за права коренного населения Перу, угнетаемого конкистадорами и первыми испанскими переселенцами. Пользуясь удалением от властей, конкистадоры нещадно эксплуатировали коренное население с ужасающей жестокостью, зачастую оправдывая свои действия тем, что эти народы — язычники. Бласко Нуньес Вела был призван навести порядок в Перу и прекратить столь жестокое обращение с людьми.
С целью соблюдения новых законов и пресечения неповиновения от конкистадоров в Перу Бласко Нуньес Вела получил обширные полномочия и войска. Также в Перу с ним была отправлена так называемая «Аудиенция», то есть чиновники, следователи и судьи.
В Лиму Бласко Нуньес Вела прибыл 17 мая 1544 года, по прибытии он был принят с королевскими почестями и был приведён к присяге. После распространения новостей о введении новых законов он столкнулся с жесточайшим сопротивлением местного чиновничества и духовенства. Видя такой настрой против новых порядков, он засомневался в реальности введения новых законов и решил присоединиться к письму местных испанских землевладельцев к королю с просьбой об отмене нововведений. Однако он отказался выступить с инициативой такого письма. Сопротивление местных властей ухудшило его положение и он отдал приказ заключить под стражу своего предшественника, бывшего губернатора Перу Кристобаля Вака де Кастро, позже он выслал его в Испанию. В пылу разговора он был вынужден также лично заколоть кинжалом обвинённого им в измене Ильяна Суареса де Карвахаля. Смерть Ильяна де Карвахаля привела к разрыву Аудиенции с вице-королём. Аудиенция полагала, что может воспользоваться поддержкой Гонсало Писарро, недовольного новыми законами и поднявшего к тому моменту восстание. В результате Бласко Нуньес Вела был арестован и заключён под стражу, затем он был отправлен на остров Сан-Лоренсо с целью дальнейшей отправки в Испанию, на острове он был передан в руки судьи Альвареса. После отплытия с острова в Панаму судья Альварес отпустил Бласко Нуньес Вела и по его приказу корабль повернул обратно в Перу.
Бласко Нуньес Вела высадился на побережье в Тумбес, собрал армию и выдвинулся навстречу мятежной армии конкистадоров. Тем временем Гонсало Писарро во главе с 1200 хорошо вооружёнными конкистадорами торжественно въехал в Лиму и был приведён Аудиенцией к присяге как временный губернатор Перу до назначения королём нового наместника. Обе противоборствующие стороны заявляли о том, что они действуют от имени короля и представляют интересы испанской короны.

## Эпидемия 1546 года в Перу
При Бласко Нуньесе Вела произошла одна из крупнейших эпидемий. В 1553 году она упоминается в книге «Хроника Перу» Сьеса де Леона:
«расскажу здесь о том, что [случилось] в прошлом [15]46 году в этой провинции Кимбайа. Когда вице-король Бласко Нуньес Вела находился в окружении беспорядков, вызванных Гонсало Писарро и его поспешниками, по всему королевству Перу прошел всеобщий мор: начавшийся из Куско и распространившийся по всей земле, — люди умирали без счета. Болезнь протекала так: поражала головной болью, были приступами очень высокой температуры, а потом боль от головы переходила к левому уху, и обострялось такой болью, что больные не вытягивали больше 2-3 дней. Пришел мор и в эту провинцию.»
Бласко Нуньес Вела в 1546 году выдвинул свою армию из Сан-Мигеля, рядом с Кито, надеясь на соединение с лояльными Нуньесу войсками. Поход сопровождался постоянными стычками с индейцами и сторонниками Гонсало Писарро. Бласко Нуньес Вела, подозревая своих некоторых соратников в измене, был вынужден казнить троих офицеров. Нуньесу удалось соединиться с поддерживающими его войсками, а Писарро тем временем занял Кито. После чего Писарро удалось хитростью выманить войска вице-короля на открытое сражение, в котором около 700 солдат Писарро нанесли сокрушительное поражение войскам Нуньеса численностью в 300—400 солдат. Несмотря на свой возраст (Бласко Нуньесу Вела на момент битвы было 56 лет), он отважно сражался, и с честью погиб в этом сражении. После гибели его тело было обезглавлено, а голова была насажена на копьё и доставлена в столицу для демонстрации полной победы войск Писарро.
После смерти Бласко Нуньеса Вела власти Испании, боясь потери новых колоний, ввели новые законы, значительно урезавшие права коренного населения Перу и возвращавшие всю полноту власти и превосходства конкистадорам и испанским переселенцам.
Король Карл V Габсбург признал поражение своего вице-короля, и в честь его заслуг произвёл его сыновей в рыцари, одного наградив Орденом Сантьяго, а другого — Орденом Алькантара.